# Паул Бадер
Паул Бадер (Лар, 20. јул 1883 — Емендинген, 28. фебруар 1971) је био генерал Вермахта током Другог свјетског рата. Заповедао је 2. моторизованом пешадијском дивизијом у ратним походима на Пољску и Француску, потом је служио као заповедник корпуса, и војни управник Србије.

## Други светски рат у Југославији
25. маја 1941. године, по окупацији Југославије, генерал Бадер је прешао у Београд, где је постао заповедник 65. више команде за посебну намену, у рангу корпуса. Под вишом командом биле су четири дивизије:
- 704. дивизија
- 714. дивизија
- 717. дивизија
- 718. дивизија

Прве три биле су распоређене на територији Србије, док је 718. дивизија распоређена као помоћ снагама НДХ на њеној територији.
Након мало више од месец дана што је постао командант корпуса, Бадер је достигао највише звање своје војне каријере, постајући генерал артиљерије 1. јула. Током лета и јесени 1941. године Бадеров основни задатак је био борба против устанка у Србији. Као командант више команде, Паул Бадер је постао заменик војног команданта Србије. Од 11. децембра 1941 је постао командант свих јединица Вермахта у Србији и главни руководилац операција против партизана.
Почетком априла 1942. године, услед јачања партизанских борби у Босни, Оперативни штаб Бадерове борбене групе је преместио своје седиште из Београда у Сарајево. Непосредно по партизанском заузимању источне Босне, од 8. априла до 14. јуна уследила је здружена осовинска операција Трио, прва анти-устаничка операција већег обима у НДХ, позната као Трећа непријатељска офанзива. Током операције Бадер је привремено преузео команду над делом италијанских и хрватских снага, чистећи подручје од партизанских јединица.